# Nuri Şahin
Nuri Şahin (* 5. září 1988 Lüdenscheid, Západní Německo) je turecký fotbalový trenér a bývalý fotbalový záložník.

## Klubová kariéra
Şahin se stal nejmladším hráčem německé Bundesligy, když nastoupil 6. srpna 2005 k zápasu za Borussii Dortmund ve věku 16 let a 334 dní. Stal se i nejmladším střelcem gólu v historii bundesligy. 9. května 2011 přestoupil za 10 mil. eur do Realu Madrid. Vinou četných zranění odehrál pouze 4 soutěžní zápasy. V létě 2012 odešel na hostování do Anglie. Od ledna 2013 hraje za německý klub Borussii Dortmund, kam odešel z Realu Madrid na hostování.
27. července 2013 na začátku sezóny 2013/14 odehrál utkání DFL-Supercupu (německý fotbalový Superpohár) proti Bayernu Mnichov na domácím stadionu Signal Iduna Park, Borussia vyhrála 4:2 a získala trofej.

## Reprezentační kariéra
Şahin prošel všemi mládežnickými výběry Turecka, startoval na mistrovství světa do 17 let v roce 2005, kde Turecko obsadilo 4. místo, a Nuri Şahin dal na turnaji 4 góly. 8. října 2005 se stal nejmladším hráčem v historii, který startoval za A tým Turecka, a hned v prvním zápase dal i branku. Bylo to shodou okolností v utkání proti Německu, jeho rodišti.
6. února 2013 nastoupil v přátelském utkání v Manise proti České republice, Turecko prohrálo 0:2.

## Úspěchy a ocenění
- Nejlepší jedenáctka podle ESM – 2010/11[3]